# Mosteiro de São Bento das Lajes
O Mosteiro de São Bento das Lajes ( Escola Agrícola da Bahia, Imperial Instituto Baiano de Agricultura e Escola Prática, Escola Imperial de Agricultura da Bahia ou Imperial Escola Agrícola da Bahia) são ruínas de um antigo mosteiro na cidade de São Francisco do Conde no estado brasileiro da Bahia, que funcionou como instituto agronômico, sítio tombado pelo IPAC.
O antigo mosteiro beneditino, erguido no Engenho das Lajes, fora adquirido em meados do século XIX por D. Pedro II para ali constituir uma Escola Agrícola que, como patrimônio da Universidade Federal da Bahia, foi abandonado na década de 1950 até configurar-se nas ruínas que atualmente se tem no local.

## Histórico
Foi inaugurado como Imperial Instituto Baiano de Agricultura e Escola Prática no ano de 1877, após a visita do Imperador Pedro II à Região Nordeste e as obras de adequação do antigo mosteiro, para esse fim adquirido, tiveram início no ano de 1863.
Em 1914 ocorreu um grave incidente entre alunos e professores, sendo os primeiros chefiados por Caio Moreira Spínola e forçando o diretor a requisitar a presença da força policial a fim de conter a revolta, causando o fechamento da unidade por tempo indeterminado.
Em 1917 foi transformada em Escola Agrícola da Bahia, encerrando suas atividades em 1930, quando seu acervo foi transferido para a Escola de Iniciação Agrícola de Vitória da Conquista. Foi tombado pelo IPAC através do decreto nº 28.398, de 10 de novembro de 1981.